# Новогеоргіївка (Подільський район)
Новогео́ргіївка (до 30.12.1967 — Новогригорівка; в минулому Ново-Георгіївка) — село Ананьївської міської громади Подільського району Одеської області, Україна. Населення становить 1037 осіб.

## Історія
7 (20) листопада 1917 року, відповідно до Третього Універсалу Української Центральної Ради, увійшло до складу Української Народної Республіки.
Під час організованого радянською владою Голодомору 1932—1933 років померло щонайменше 9 жителів села.
Було центром Новогеоргіївської сільської ради.
12 червня 2020 року, відповідно до Розпорядження Кабінету Міністрів України від № 724-р «Про визначення адміністративних центрів та затвердження територій територіальних громад Одеської області», увійшло до складу Ананьївської міської територіальної громади.
19 липня 2020 року, в результаті адміністративно-територіальної реформи і ліквідації Ананьївського району, село увійшло до складу новоутвореного Подільського району.

## Населення
Згідно з переписом 1989 року населення села становило 1462 особи, з яких 624 чоловіки та 838 жінок.
За переписом населення 2001 року в селі мешкали 1034 особи.

### Мова
Розподіл населення за рідною мовою за даними перепису 2001 року:
| Мова       | Відсоток |
| ---------- | -------- |
| українська | 96,62 %  |
| російська  | 1,74 %   |
| румунська  | 1,35 %   |
| білоруська | 0,1 %    |

## Відомі люди
- Гончарук Григорій Іванович (* 1937) — завідувач кафедри історії та етнографії України Одеського національного політехнічного університету, доктор історичних наук, професор.